# Tính khả phủ chứng

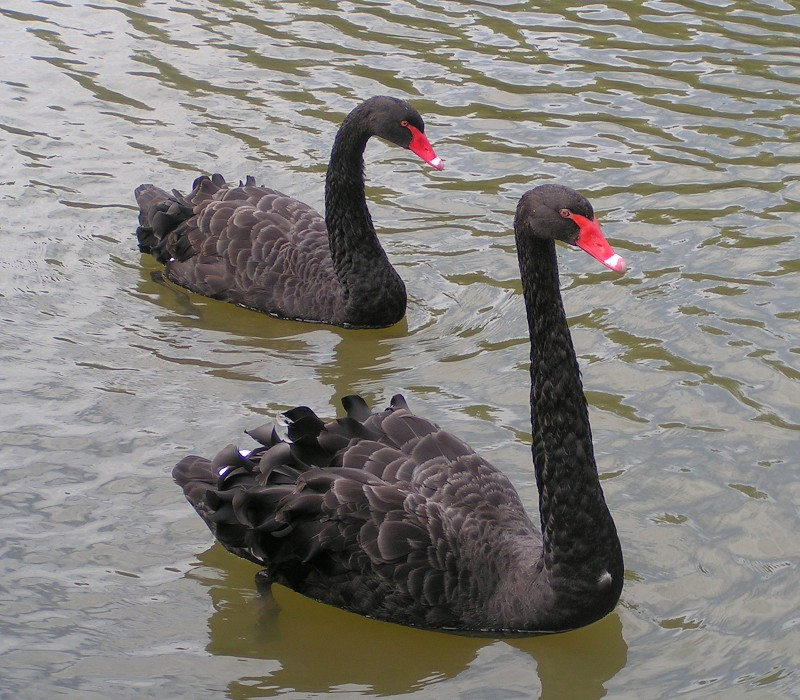
Việc quan sát thấy có những con thiên nga màu đen đã phủ chứng giả thuyết "Tất cả thiên nga đều màu trắng".

Trong triết học khoa học, tính khả phủ chứng hay khả năng phản nghiệm (tiếng Anh: falsifiability hay refutability) là khả năng để phát biểu, lý thuyết hoặc giả thuyết nào đó bị mâu thuẫn với bằng chứng. Ví dụ, mệnh đề "Tất cả thiên nga đều có màu trắng." có thể được phủ chứng (chứng minh phủ định) bởi vì hoàn toàn có thể có việc người ta quan sát được có những con thiên nga màu đen tồn tại.